# 富山県道104号泊停車場線
富山県道104号泊停車場線（とやまけんどう104ごう とまりていしゃじょうせん）は、富山県下新川郡朝日町内を通る一般県道である。

## 概要

### 路線データ
- 起点：泊停車場（富山県下新川郡朝日町道下字香）
- 終点：富山県下新川郡朝日町平柳字阿原（国道8号・富山県道13号朝日宇奈月線交点）
- 実延長：1,639m

## 沿革
- 1960年（昭和35年）4月23日 - 認定[1]
  - 起点：下新川郡朝日町泊停車場
  - 終点：下新川郡朝日町県道朝日宇奈月線交点
- 1967年（昭和42年）3月20日 - 県道の路線認定の一部改正[2]
  - 起点：下新川郡朝日町泊停車場
  - 終点：下新川郡朝日町一般国道8号線交点

## 地理

### 通過する自治体
- 富山県下新川郡朝日町

### 接続する道路
- 朝日町道（起点：朝日町道下字香、「泊駅」前）
- 富山県道102号山崎泊線（朝日町泊）
- 国道8号・富山県道13号朝日宇奈月線（終点：平柳交差点）

### 周辺
- あいの風とやま鉄道線 泊駅
- JAみな穂あさひ支店
- あさひ福祉センター
- 朝日町立中央図書館
- 朝日町役場
- 富山県立泊高等学校
- 朝日町立朝日中学校
- 朝日町文化体育センター サンリーナ
- コメリハードアンドグリーン 朝日店